# Йохан II фон Гемен
Йохан II фон Гемен (на немски: Johann II, Herr zu Gemen; † между 8 март 1458 и 13 юли 1458) е господар на Гемен във Вестфалия, господар на Бредевоорт, Винтерсвийк и Гребен, господар-заложник на Весте и Реклингхаузен.
Той е син на Хайнрих III фон Гемен († 1424) и съпругата му Катарина фон Бронкхорст († сл. 1420), вдовица на Хендрик II ван Виш († 1387/1391), дъщеря на Вилхелм IV фон Бронкхорст, бургграф на Нимвеген († 1410) и Кунигунда фон Мьорс († 1417). Внук е на Йохан фон Гемен († 1366) и Беатрикс Зобе († сл. 1352). Потомък е на Хайнрих I фон Гемен († сл. 1234). Брат е на Катарина фон Гемен († 1493), омъжена за Йохан ван Поланен-Ашперен († 1432), и Барбара фон Гемен († 1414), оммъжена на 30 май 1409 г. за Йохан III фон Кулембург († 1452).
Син му Хайнрих IV получава чрез женитба господството Вевелингхофен, което неговата дъщеря-наследничка Катарина занася чрез женитбата си на граф Ебервин II фон Бентхайм цу Щайнфурт († 1498). С него измира родът на господарите на Гемен. Хайнрих IV фон Гемен дава Гемен през 1467 г. на племенника си Хайнрих IV фон Насау-Байлщайн като подарък в случай, че умре. Гемен отива през 1492 г. чрез брака на Йохан IV фон Шаумбург († 1527) с Кордула фон Гемен († 1528), дъщеря-наследничка на Хайнрих IV, на графовете на Шаумбург и Холщайн-Пинеберг. През 1560 г. господството Гемен става протестантско.

## Фамилия
Йохан II фон Гемен се жени на 28 януари 1417 г. за Ода (Ида) фон Хорн († сл. 1442), дъщеря на граф Вилем VI фон Хорн-Алтена († 1417) и Йохана фон Хайнсберг († 1416). Те имат децата:
- Йохана фон Гемен († ок. 1451), омъжена на 31 октомври 1447 г. за граф Йохан I фон Насау-Байлщайн († 1473)
- Хайнрих IV фон Гемен (* ок. 1420; † между 8 октомври и 27 ноември 1492), господар на Гемен и Вевелингхофен, последен от родът на господарите на Гемен, сгоден на 11 юни 1439 и женен на 11 октомври 1439 г. за Анна фон Вевелингхофен († 27 октомври 1495); имат две дъщери Катарина († 1502) и Кордула фон Гемен (1443 – 1528)
- Вилхелм фон Гемен († сл. 21 май 1435)
- Катарина фон Гемен († 1496), омъжена на 18 октомври 1442 г. за Йохан фон Неселроде „Стари“. господар на Щайн, ландрост на Берг († 1498)
- Кунигунда фон Гемен († пр. 21 май 1435)